# Scharnebeck
- SPD: 4
- Grüne: 4
- FDP: 1
- CDU: 6

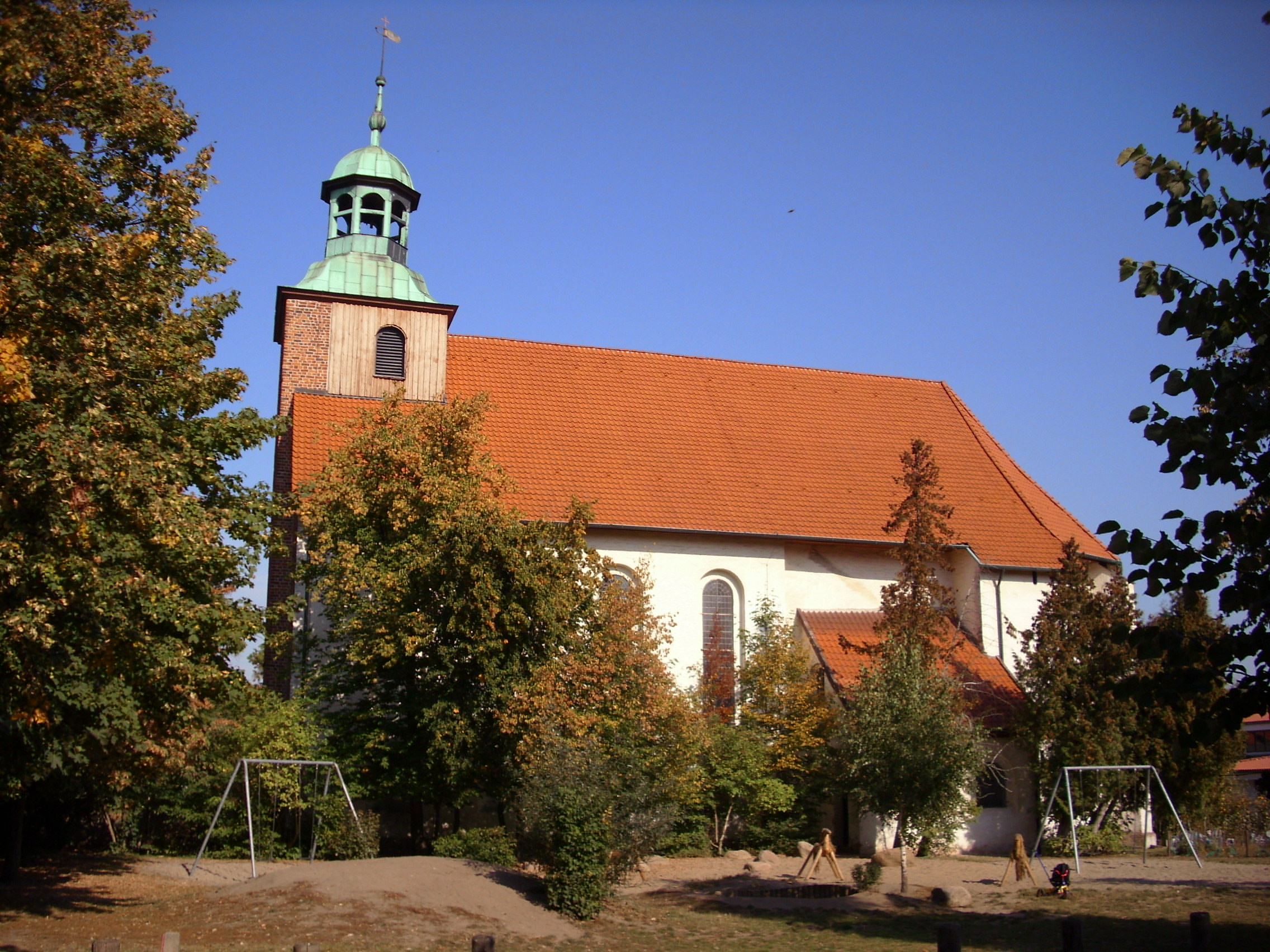
Kirche in Scharnebeck

Scharnebeck ist eine Gemeinde im Landkreis Lüneburg in Niedersachsen.

## Geografie

### Geografische Lage
Scharnebeck liegt westlich des Naturparks Wendland.Elbe. Die Gemeinde ist Verwaltungssitz der Samtgemeinde Scharnebeck, mit dem Flecken Artlenburg und den Gemeinden Brietlingen, Echem, Hittbergen, Hohnstorf (Elbe), Lüdersburg, Rullstorf und Scharnebeck.

### Gemeindegliederung
- Nutzfelde
- Lentenau

## Geschichte
Im Jahr 1231 wurde der Ort Scerenbeke erstmals urkundlich erwähnt. 1253 erfolgte die Ersterwähnung des Klosters Scharnebeck.
Am 3. Mai 1880 wurde die Freiwillige Feuerwehr Scharnebeck gegründet. Vermutlich erfolgte der erste große Feuerwehreinsatz im Jahr 1895, als der Nachbarort Adendorf in Flammen stand.

## Religionen
Scharnebeck ist Sitz der Ev.-luth. St.-Marien-Kirchengemeinde (Kirchenkreis Bleckede, Sprengel Lüneburg) und der St.-Johannis-Gemeinde der SELK (Selbständige Evangelisch-Lutherische Kirche).

## Politik
Die Gemeinde Scharnebeck gehört zum Landtagswahlkreis 48 Elbe und zum Bundestagswahlkreis 38 Lüchow-Dannenberg–Lüneburg.

### Gemeinderat
Der Rat der Gemeinde Scharnebeck setzt sich aus 15 Ratsfrauen und Ratsherren zusammen.
|      | CDU | SPD | Grüne | FDP | Gesamt   |
| 2006 | 7   | 5   | 2     | 1   | 15 Sitze |
| 2011 | 7   | 5   | 3     | 0   | 15 Sitze |
| 2016 | 7   | 4   | 3     | 1   | 15 Sitze |
| 2021 | 6   | 4   | 4     | 1   | 15 Sitze |

Stand: Kommunalwahl am 12. September 2021

### Bürgermeister
Ehrenamtlicher Bürgermeister von Scharnebeck ist Hans Georg Führinger (CDU).

### Gemeindepartnerschaften
Scharnebeck ist seit 1974 mit Bacqueville-en-Caux in Frankreich und seit 2000 mit Mieścisko in Polen verpartnert.

## Kultur und Sehenswürdigkeiten

### Bauwerke und Bodendenkmale

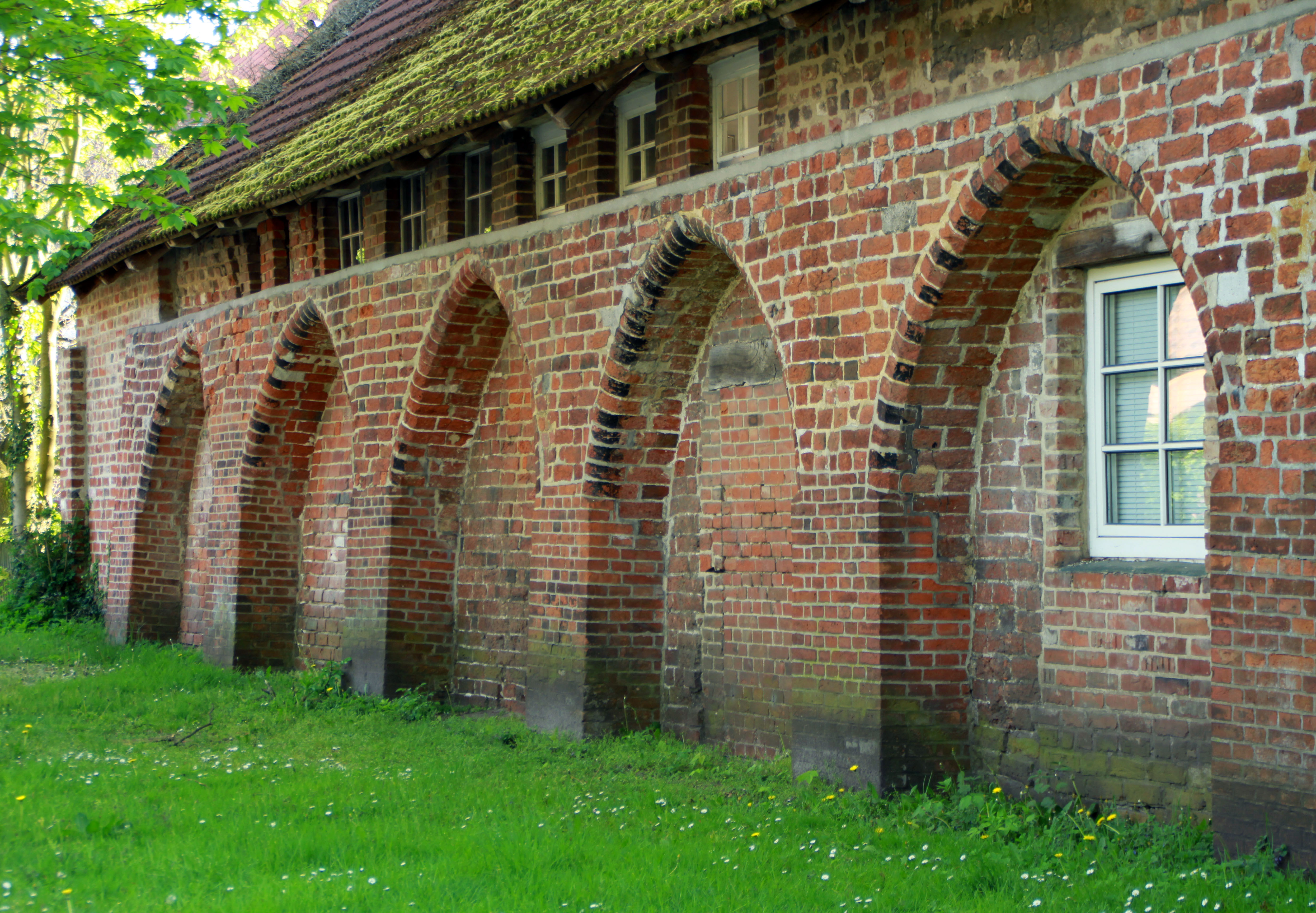
Reste des Kreuzgangs von Kloster Scharnebeck

In und um die evangelische Kirche St. Marien sind Reste des Klosters Scharnebeck erhalten. Hier fand im April 1527 der für die Landes- und Reformationsgeschichte wichtige Landtag zu Scharnebeck statt, auf dem Herzog Heinrich der Mittlere endgültig zugunsten seines Sohnes Ernst abdankte.
In der Kirche steht eine überregional bekannte Barockorgel mit historischem Klangwerk.
Der Speicher der Domäne Scharnebeck ist das letzte ganz erhaltene Gebäude des Zisterzienserklosters. Er wurde im Jahre 1510 aus Backsteinen und Eichenfachwerk im Klosterformat erbaut.

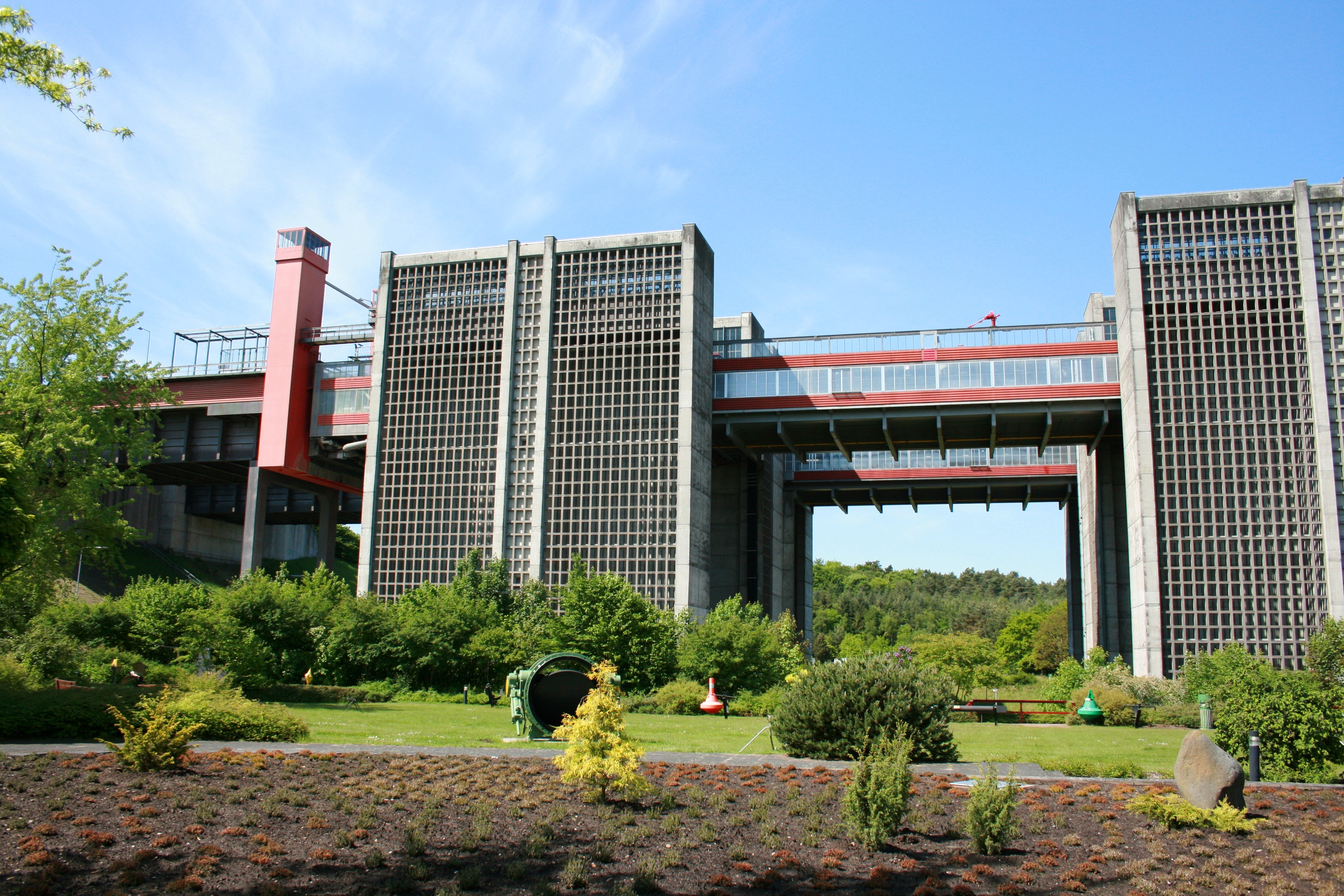
Schiffshebewerk Scharnebeck

Das Schiffshebewerk Scharnebeck ist ein Teilstück des Elbe-Seitenkanals, der die Verbindung zwischen der Elbe (Höhe Artlenburg) und dem Mittellandkanal (bei Wolfsburg) bildet.

### Naturdenkmäler
Am Ende der Mühlenstraße am Ufer des Mühlenteiches befinden sich die Reste der Klostereiche, die mit einem Stammdurchmesser von 2,40 m in 1,30 m Höhe eine der größten Eichen Niedersachsens war. Der Baum war etwa 750 Jahre alt. 1994 brach der Baum auseinander. Der Rest der Stieleiche blieb stehen. Noch im selben Jahr wurde neben der alten eine neue Eiche gepflanzt.

### Schützenverein Scharnebeck
Der Schützenverein Scharnebeck v. 1896 e. V. ist einer der größten Schießsportvereine der Region mit über 400 Mitgliedern. Der Verein ist ein wesentlicher Teil des gesellschaftlichen Lebens in der Gemeinde Scharnebeck. Er richtet das größte Schützenfest des Landkreises aus, das alljährlich am Pfingstwochenende stattfindet. Der Schützenverein verfügt über Anlagen für Lichtpunktschießen, Pistolen-, Kleinkaliber- und Großkaliberschießstände. Darüber hinaus gibt es eine Bogensportabteilung und einen Spielmannszug.

### Reit- und Fahrverein Echem/Scharnebeck u. U. e. V. v. 1920
Der Reitverein wurde 1920 im Nachbardorf Echem von heimgekehrten berittenen Soldaten des Ersten Weltkriegs sowie Bauern und Pferdezüchtern der Elbmarsch gegründet. Nach dem Zweiten Weltkrieg fand der Verein vermehrt sein Zentrum in Scharnebeck. Der Verein hat heute etwa 450 Mitglieder und zählt zu den sportlich bedeutenden Pferdesportvereinen der Lüneburger Heide. Die heutige Reitanlage des RFV liegt direkt am Elbe-Seitenkanal. Ihr Bau wurde 1984 bezogen, nachdem der Verein in Folge der Baumaßnahmen für das Schiffshebewerk Scharnebeck zweimal heimatlos geworden war. Jährlich finden dort mehrere Reitsportveranstaltungen statt, hierunter die Scharnebecker Reitertage jährlich am Himmelfahrtswochenende. Der Verein verfügt weiterhin über eine eigene Reitschule.

## Wirtschaft und Infrastruktur

### Verkehr
Scharnebeck ist über mehrere Land- und Kreisstraßen an das Verkehrsnetz angebunden. Zudem liegt der Ort an der Bahnstrecke Lüneburg–Bleckede, die vorwiegend im Güterverkehr betrieben wird. Außerdem liegt Scharnebeck an der Elbe und der Mündung des Elbe-Seitenkanals in die Elbe. Den Höhenunterschied zwischen dem Elbeseitenkanal und der Elbe von 38 Metern überwinden Schiffe mit dem Schiffshebewerk.

### Bildung
In Scharnebeck gibt es ein Schulzentrum mit einer Oberschule sowie dem Bernhard-Riemann-Gymnasium.

## Personen und Persönlichkeiten

### In Scharnebeck geboren
- Friedrich Karl von Buri (1702–1767), Jurist und Diplomat
- Ernst August Albert von Uslar-Gleichen (1783–1825), Offizier, Königlich Hannoverscher Kammerherr, Politiker, Erb- und Gerichtsherr zu Gelliehausen und Pattensen sowie Eigentümer des Edelhofs Wettbergen vor Hannover
- Karl von Witzendorff (1824–1891), General der Kavallerie
- Ernst von Witzendorff (1828–1896), mecklenburgischer Ministerialbeamter
- Heinrich Willde (1834–1920), Bürgermeister der westfälischen Stadt Hagen
- Michael Dose (* 1945), Politiker
- Michael Krüger (* 1954), Fußballtrainer und ehemaliger Fußballspieler

### Mit Scharnebeck verbunden
- Ludwig Albrecht (1861–1931), Theologe und Bibelübersetzer; war bis 1889 Pfarrer in Scharnebeck
- Jens Kaidas (* 1949), Politiker und Bürgermeister von Hohnstorf/Elbe in der Samtgemeinde Scharnebeck